# Saranyu Intarach
Saranyu Intarach (tiếng Thái: ศรันยู อินต๊ะราช, sinh ngày 29 tháng 6 năm 1989), còn được biết với tên đơn giản Ta (tiếng Thái: ต๊ะ), là một cầu thủ bóng đá người Thái Lan thi đấu ở vị trí hậu vệ phải.

## Danh hiệu

### Câu lạc bộ
Police United
- Thai Division 1 League
  -  Vô địch (2): 2009, 2015